# Björkråtjärnen, Hälsingland
Björkråtjärnen är en sjö i Hudiksvalls kommun i Hälsingland och ingår i Delångersåns huvudavrinningsområde.